# یونگ هو جونگ
یونگ هو جونگ (انگلیسی: Jung Ho-jung؛ زادهٔ ۱۱ مهٔ ۱۹۷۶) بازیکن فوتبال است.
وی همچنین در تیم ملی فوتبال زنان کره جنوبی بازی کرده‌است.